# 学校法人堀越学園 (群馬県)
学校法人堀越学園（がっこうほうじん　ほりこしがくえん）は、かつて存在した日本の学校法人。解散時点の理事長は福田星人。群馬県を拠点に、創造学園大学などの諸学校を運営していたが、相次ぐ不祥事により文部科学省から解散命令を受けた。堀越高等学校などを擁する東京都の同名の学校法人とは無関係であるが、本項の堀越学園の関係者を名乗る人物が、東京都の堀越高校が系列校であると偽って学校債の勧誘を行っていた。

## 沿革
- 1966年 - 群馬県高崎市に学校法人堀越学園設立。
- 1968年 - 高崎保育専門学校設立。
- 1980年 - 子供の国幼稚園設立。
- 1981年 - 高崎短期大学音楽科設立。
- 1983年 - 同専攻科（音楽）開設。
- 1985年 - 群馬県川場村にセミナーハウス武尊温泉「萱の家」完成。
- 1988年 - 高崎短期大学美術科設立、高崎芸術短期大学と改称。
- 1990年 - 同専攻科（美術）開設。
- 1992年 - 高崎福祉専門学校設立。
- 1995年 - 宮城県に堀越学園合宿施設七ヶ宿キャンパス「水と緑の共和国」完成。
- 1997年 - 群馬県高崎市の高崎福祉専門学校・高崎保育専門学校のある八千代キャンパスに一般入浴施設兼介護実習施設「三福温泉」TESLA（テスラ）館完成。
- 2004年 - 群馬県に創造学園大学 創造芸術学部とソーシャルワーク学部設置。
- 2005年 - 長野県に創造学園大学附属高等学校設立（学校法人創造学園）。
- 2006年 - 高崎医療技術福祉専門学校設立[5]。FCホリコシをアルテ高崎と改称。
- 2009年 - 両国に創造学園大東京校を開設[5]。
- 2013年 - 文部科学省から解散命令を受け、創造学園大学と専門学校、幼稚園が閉鎖。債権者から破産を申し立てられ、破産手続開始決定。破産管財人に綾克己（ときわ法律事務所）が就任。
- 2017年11月13日 - 法人格消滅[6]。

## 設置されていた学校
- 創造学園大学
- 高崎芸術短期大学
- 高崎医療技術福祉専門学校
- 高崎保育専門学校
- 高崎福祉専門学校
- 堀越幼稚園
- 子供の国幼稚園

## 関連法人・関連学校
- 創造学園高等学校（学校法人創造学園）

## 元教職員
- 広中平祐（元学園長）
- 宮下伸（元副学長・創造芸術学部学部長・元創造芸術学部教授）
- のなかみのる（元創造芸術学部准教授）
- 明比正行（元創造芸術学部講師）
- 伊東恒久（元創造芸術学部講師）
- 岩居由希子（元創造芸術学部講師）
- 大川千帆（元創造芸術学部講師）
- クリステル・チアリ（元創造芸術学部講師）
- わたなべまさこ（元創造芸術学部客員教授）
- 高橋美智子（元特別客員教授）
- 倉田保昭（元創造芸術学部客員教授）
- 後関吉康（元財務部長）
- 篠原慶次（元財務部長）
- 篠原幸吾（元事務部長）
- 小暮昌彦（解散時の事務長、広報部長）

(全国大学職員録2006、pp.155-156、等)

## その他
- 真也加ステファン（陸上競技部監督、現桜美林大学陸上競技部駅伝監督、山梨学院大学陸上競技部OB）
- 酒井法子（俳優・歌手）
- ジョセフ・オンサリゴ(元陸上部、ケニア出身、2013年より南陽市陸上選手)

## 不祥事
- 2007年末から教職員への給与遅配が始まった[5]。
- 医療技術福祉専門学校の建物、高額医療機器などへの投資などにより、経営難となり、2008年12月、2009年1月分の給与が遅配となった[5]。
- 2009年2月4日、創造学園大学の各キャンパスが仮差押えになっていることが明らかになった[7]。
- 2009年3月、文部科学省や群馬県に提出していた2002年から2004年までの決算書に虚偽があったとして日本私立学校振興・共済事業団から創造学園大学への2008年度の補助金の交付を取り消された[8][9]。
- 教職員への給料遅配で労働基準監督署から、労働基準法違反で是正勧告を受けていたことが明らかとなった[10]。
- 創造学園大学を同法人が設立時に文部科学省へ提出した書類に、負債額を実際より少なく記載する虚偽記載や、監査法人の判子の偽造を認め、今後5年間新しい学部、学科の新設を認めないペナルティを与えられる[5]。

以上の相次ぐ不祥事により、2011年1月24日付で堀越哲二理事長は引責辞任した。

## 経営破綻
その後経営状態が改善しないため、文部科学省は2012年10月、私立学校法に基づいた解散命令を同年度末までに発令することを表明し、大学設置・学校法人審議会は、2012年10月25日、文部科学大臣田中眞紀子に対し、私立学校法に基づいて、解散命令を出すことが妥当との答申、報告を出している。
2013年3月28日、解散命令により廃止された。この直後の4月4日に債権者の日本私立学校振興・共済事業団から破産を申し立てられている。同年6月4日、東京地方裁判所より破産手続開始決定を受けた。負債総額は約45億円。また、群馬県は同年8月30日付で学園の生活協同組合だった生活協同組合学園マイネに対して解散命令を出した。